# 加連度
加連度（Samuel Galindo Suheiro），生於1992年4月18日，是一名玻利維亞足球運動員，司職攻擊中場。

## 球會生涯
2010年1月阿仙奴簽約加連度，2010-2011被租借到薩拉曼卡。
2011-2012被租借到塔拉戈納體操。
2012-2013第三次被租借到西班牙乙級聯賽盧戈競技。他只出現5場比賽。
及後被租借到玻利維亞喬治維爾斯特爾曼，他打了七場比賽，沒有進球。
2013-2014沒有被租借，但因沒有工作證，只在U21踢球。2014年1月被租借到東方石油體育俱樂部。
2015年1月9日，再次租借加盟巴西球會葡萄牙人競技。然而，在1月23日，被召回了阿仙奴。

## 國家隊生涯
2010年2月加連度首次代表玻利維亞足球代表隊對陣墨西哥的國際友誼賽，之前，是玻利維亞U17足球代表隊及玻利維亞U20足球代表隊隊長。

## 外部連結
- （英文） Gimnàstic official profile（页面存档备份，存于） （文）
- （英文） BDFutbol profile（页面存档备份，存于）
- （英文） 加連度在 National-Football-Teams.com 上的出场纪录
- （英文） ESPNsoccernet profile（页面存档备份，存于）